# XMLHttpRequest
XMLHttpRequest (XHR) é uma API disponível em linguagens de script para navegadores web tais como JavaScript. É utilizada para enviar requisições HTTP ou HTTPS diretamente para um servidor web e carregar os dados de resposta do servidor diretamente de volta ao script. Apesar do nome XMLHttpRequest, os dados podem ser recebidos do servidor através de JSON, XML, HTML, ou como texto puro. Dados da resposta podem ser usados diretamente para alterar o DOM do documento atual ativo na janela do navegador sem carregar um novo documento de página. Os dados de resposta podem também ser avaliados pelo script do lado cliente. Por exemplo, se ele foi formatado como JSON pelo servidor web, ele pode ser facilmente convertido em um objeto de dados do lado cliente para uso posterior.
A XMLHttpRequest tem um papel importante na técnica de desenvolvimento web Ajax. Ela é utilizada atualmente por muitos sites para implementar aplicações web responsivas e dinâmicas. Exemplos dessas aplicações incluem Gmail, Google Maps, Facebook e muitas outras.
XMLHttpRequest pode ser considerado um objeto Javascript que torna possível a comunicação assíncrona com o servidor, sem a necessidade de recarregar a página por completo. O objeto XMLHttpRequest é hoje parte da especificação do DOM, nível 3.

## História e suporte
O conceito atrás do objeto XMLHttpRequest foi originalmente criado pelos desenvolvedores do Outlook Web Access para o Microsoft Exchange Server 2000.